# 上智大学大学院地球環境学研究科
上智大学大学院地球環境学研究科（じょうちだいがくだいがくいんちきゅうかんきょうがくけんきゅうか、英称:Graduate School of Global Environmental Studies）は、上智大学が設置する大学院地球環境学研究科。

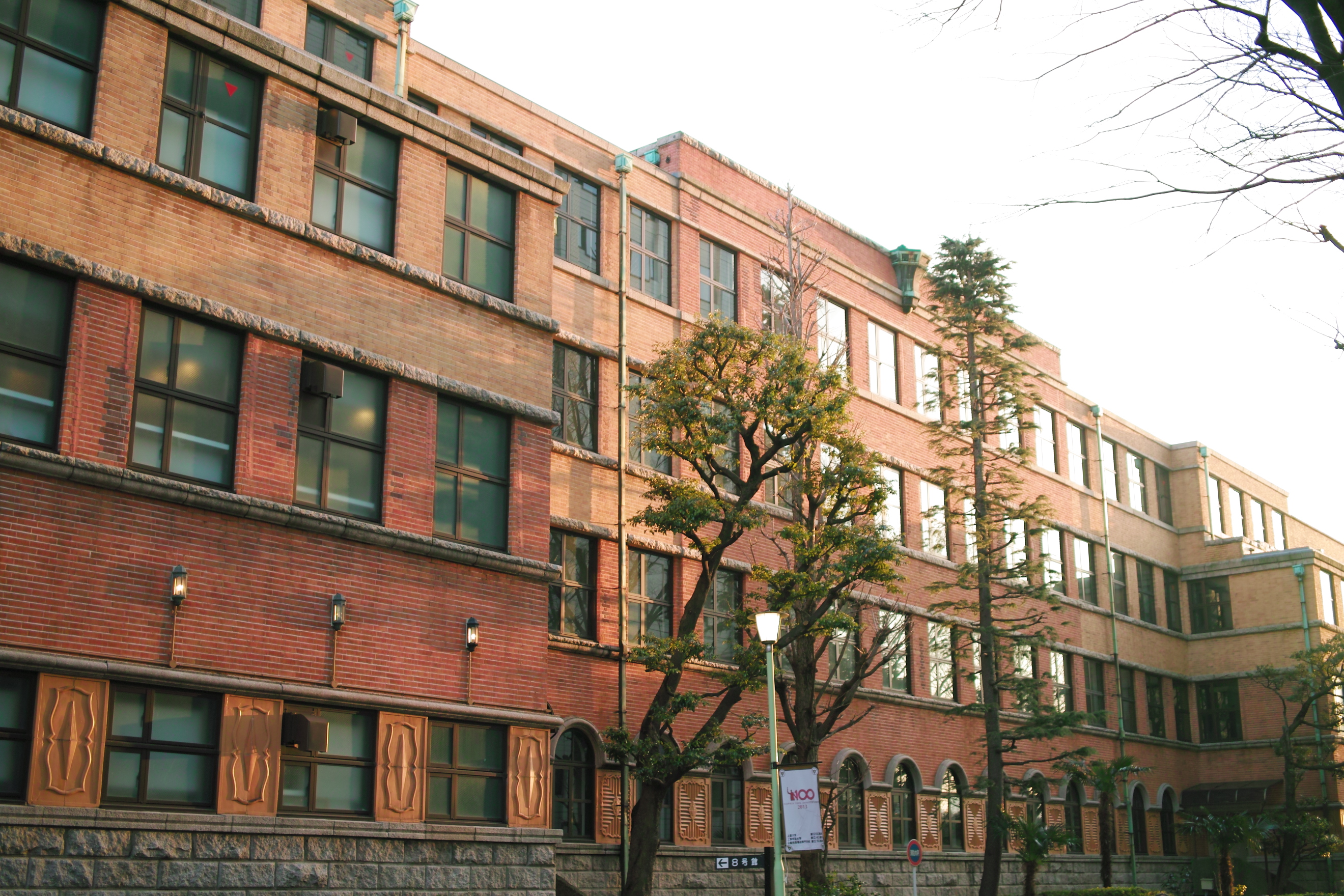
上智大学1号館（1932年竣工、スイス人建築家マックス・ヒンデルによる設計、東京都選定歴史的建造物）

## 概要
- 2005年4月に設置[1]。学部を基礎とする研究科ではなく、複数の学問領域にまたがる独立研究科である[2]。教員は、法学、経済学、政策学、経営学、社会学、理工学などの多様な分野の国内外の専門家から構成されている[3]。
- 授与学位は、博士前期課程：修士（環境学）、博士後期課程：博士（環境学）である[3]。
- 自然科学から人文社会科学にまでわたり、地球環境に関連する広い科目群のなかから、受講者の問題関心、バックグラウンド、将来の進路などに応じて自由に科目を選択し、自分のカリキュラム表や時間割を作成することが可能である[4]。
  - 自然科学系の講義科目：「環境汚染の生態リスク」「エネルギーと環境」「環境生態学」「環境計画・リスクマネジメント論」「環境研究のフロンティア」「地球環境システム学」「環境リモートセンシング」「森林生態学」「人健康の環境科学」「公衆衛生と環境」など
  - 人文社会科学系の講義科目：「環境経済学」「環境経営学」「自然環境の経済評価」「環境研究のための統計学」「産業エコロジー」「国際環境法」「地球環境政策・国際環境条約入門」「環境社会学」「環境教育」「環境リスクマネジメント」「都市サステイナビリティ」「環境倫理」「気候変動と現代社会」など
- 2011年10月からは、英語のみで必要単位取得と修論執筆が可能な国際環境コースが併設された。アジア地域、アフリカ、南米、欧米など世界各地から多数の留学生を受け入れている。国際環境コースの学生は、日本語コースの科目や演習も自由に履修でき、取得した単位は修了に必要な単位として認定される[3]。
- 東京農工大学と連携協定を締結しており、相互に講義を履修し、研究指導を受けることが可能である。履修した科目については単位と認められる[3]。
- 国立環境研究所と連携協定を締結しており、環境分野の第一線級の研究者に修士論文の研究指導を受けることも可能である[3]。
- 一部の授業を土曜日及び平日の夕方に開講するなど、社会人が在職しながら学べる環境を整えている[3]。
- 2024年度秋学期から、教育学分野で世界トップレベルの香港教育大学との修士レベルのダブル・ディグリープログラムを開始した。学生は、それぞれの大学への１年間の留学を通じ、両大学が定める所定の修了要件を満たした場合には、上智大学で環境学修士号、香港教育大学で教育学修士号の両方の学位を取得することが可能である[5]。

## 専攻
- 地球環境学専攻

## 刊行物
- 紀要『地球環境学（Global Environmental Studies）』は、上智大学大学院地球環境学研究科における研究の成果を発表することを目的として2005年度に発刊された。2021年度からは、上智大学大学院地球環境学研究科と上智大学地球環境研究所が共同で発行している[6]。

## 著名な出身者
- 竹田有里 - 環境ジャーナリスト、フリーアナウンサー
- 根本美緒 -  気象予報士、フリーアナウンサー

## 同窓会
- 上智大学大学院地球環境学研究科同窓会は、ソフィア会の協力を得て、2020年3月に設立された。本会は、会員相互の交流と親睦を深め、会員各人の向上を図るとともに、会員が互いに協力して、上智大学大学院地球環境学研究科、ひいては上智大学における教育及び研究の発展に貢献することを目的としている[7]。